# 로버트 어빙
로버트 어빙(Robert Augustine Irving, 1913년 8월 28일 ~ 1991년 9월 13일)은 영국의 지휘자이며, 특히 발레음악의 지휘자로서 명성이 있다.
잉글랜드 윈체스터에서 태어났다. 런던의 왕립음악원에서 배우고, 1945년에는 글래스고 방송관현악단, 1949년에는 코벤트가든 왕립가극장의 발레 지휘자가 되었다.
1991년 78세의 나이로 자신이 태어난 곳에서 사망했다.